# Relativity Records
Relativity Records, oft auch kurz Relativity, ist ein US-amerikanisches Musiklabel. Es wurde 1985 von Barry Kobrin in New York City gegründet.

## Geschichte
Nachdem Kobrin bereits 1979 einen Import-Betrieb namens Important Record Distributors (IRD) gegründet hatte, widmete er sich seit 1983 eigenen Aktivitäten im Independent-Bereich. Ab 1985 wurde daraus Relativity Records. Mit seinen Sublabels Combat Records und In-Effect war Relativity Records stark im Metal- und Hardcore-Bereich vertreten. Zu den bekanntesten Bands gehörten Death, Exodus, Impellitteri, Megadeth, Napalm Death, Corrosion of Conformity, Circle Jerks, Murphy’s Law, Jet Red, Joe Satriani, Shotgun Messiah, Scatterbrain, Scott Henderson, Sick of It All, Steve Vai, Stuart Hamm, Tigertailz, Dark Angel, Lucy’s Fur Coat und Forbidden.
Anfang der 1990er-Jahre strebte das Label stärker in den Mainstream-Bereich. Auch Hip-Hop war nun stärker vertreten. So wurden unter anderem Common, Three 6 Mafia, Hussein Fatal, M. O. P., The Beatnuts und Mac Mall unter Vertrag genommen. 50 Prozent der Anteile wurden von Sony Music gehalten.
Schließlich wurde das Label in Relativity Entertainment Distribution umbenannt und 2007 ganz von Sony übernommen. Es fungiert nun als RED Distribution.